# Melbourne Victory FC
A Melbourne Victory Football Club egy 2004-ben alapított ausztrál labdarúgócsapat, melynek székhelye Victoria államban, Melbourne-ben található.

## Jelenlegi keret
2021. október 13-i állapotnak megfelelően.
| #  |     | Poszt | Név                 |
| -- | --- | ----- | ------------------- |
| 1  | AUS | K     | Matt Acton          |
| 2  | AUS | V     | Jason Geria         |
| 3  | AUS | V     | Jason Davidson      |
| 4  | ESP | KP    | Rai Marchán         |
| 5  | AUS | V     | Matthew Špiranović  |
| 6  | AUS | KP    | Leigh Broxham       |
| 7  | AUS | KP    | Chris Ikonomidis    |
| 8  | AUS | KP    | Joshua Brillante () |
| 9  | ITA | CS    | Francesco Margiotta |
| 10 | AUS | CS    | Robbie Kruse        |
| 11 | AUS | CS    | Ben Folami          |
| 13 | AUS | KP    | Birkan Kirdar       |
| 14 | AUS | KP    | Jay Barnett         |

| #  |     | Poszt | Név                   |
| -- | --- | ----- | --------------------- |
| 15 | AUS | V     | Aaron Anderson        |
| 16 | AUS | V     | Stefan Nigro          |
| 17 | AUS | V     | Brendan Hamill        |
| 18 | AUS | CS    | Nicholas D'Agostino   |
| 20 | CRO | K     | Ivan Kelava           |
| 21 | POR | V     | Roderick              |
| 22 | AUS | KP    | Jake Brimmer          |
| 23 | NZL | CS    | Marco Rojas           |
| 24 | AUS | CS    | Nishan Velupillay     |
| 25 | AUS | CS    | Luis Lawrie-Lattanzio |
| 26 | AUS | CS    | Lleyton Brooks        |
| 27 | AUS | V     | Zaydan Bello          |
| –  | AUS | KP    | Luka Prso             |

## Sikerei
- A-League: 3

2006–07, 2008–09, 2014–15
- A-League rájátszás: 3

2007, 2009, 2015
- Challenge Cup: 1

2008
- FFA Cup: 2

2015, 2021

## Csapatkapitányok
| Évek                                     | Név              | Megjegyzés(ek)                 |
| ---------------------------------------- | ---------------- | ------------------------------ |
| 2005. május 5. – 2011. február 11.       | Kevin Muscat     | A klub első kapitánya          |
| 2011. február 16. – 2013. szeptember 17. | Adrian Leijer    | –                              |
| 2013. szeptember 17. – 2015. június 23.  | Mark Milligan    | –                              |
| 2015. június 23. – 2019. május 22.       | Carl Valeri      | –                              |
| 2019. október 1. – 2020. május 31.       | Ola Toivonen     | A klub első külföldi kapitánya |
| 2020. május 31. – 2021. november 7.      | Leigh Broxham    | –                              |
| 2021. november 7. – napjainkig           | Joshua Brillante | –                              |